# Pilocarpine
La pilocarpine est un alcaloïde extrait des feuilles de jaborandi (Pilocarpus pennatifolius Lemaire ou Pilocarpus microphyllus), de la famille des rutacées. 

## Utilisations
La pilocarpine est une substance à action parasympathomimétique directe. Elle est considérée comme étant sélective des récepteurs muscariniques, notamment des récepteurs M3. 
Elle est commercialisée sous différentes formes : 

### Collyre
En usage ophtalmique, elle est utilisée contre le glaucome. Elle se fixera sur les récepteurs muscariniques et induira une diminution de la pression intraoculaire (s'opposant aux effets du glaucome). Elle est commercialisée sous le nom d'ISOPTO-PILOCARPINE (dosage 0,5 ; 1 ; 2 ; 3 %) ou PILO 1 ou 2 %.
Elle entre dans la composition de différents médicaments à usage anti-glaucomateux comme le PILOBLOQ (en association avec le timolol) ou dans CARPILO (en association avec le cartéolol), tous deux β-bloquants d'usage local.
Elle est utilisée comme parasympathicomimétique, provoquant par exemple un myosis quand elle est utilisée par voie oculaire : myotique par constriction du sphincter irien. 

### Per Os
Le SALAGEN (5 mg de pilocarpine) est utilisé pour combattre l'hyposialie (manque de salivation).
On peut l'utiliser comme traitement oral de la xérostomie iatrogène, à la suite de radiothérapie dans la région du cou, dans la mesure où il reste du parenchyme fonctionnel (sinon, il faut se contenter de substituts salivaires).
La pilocarpine est également utilisée pour pallier le manque de salive dans le Syndrome de Gougerot-Sjögren.
Son utilisation se retrouve également dans le cadre du traitement des lithiases salivaires mineures afin d'entraîner l'expulsion du calcul. Attention néanmoins à ne pas la prescrire dans le cadre de lithiases volumineuses, au risque d'entraîner une congestion glandulaire particulièrement douloureuse.

## Effets secondaires
En mimant le tonus parasympathique, elle entraîne toutes sortes d'effets secondaires comme :
- une hypersécrétion lacrymale, salivaire, gastrique, et en règle générale une hyperproduction par les glandes sécrétoires, due à l'activation des récepteurs M3, responsable de l'exocytose des sécrétions ;
- une incontinence urinaire due à la relaxation du sphincter interne de la vessie et à la contraction du détrusor (récepteurs M3), ainsi qu'une incontinence fécale due à la relaxation du sphincter anal interne ;
- des troubles gastro-digestifs (hyperacidité, augmentation du péristaltisme) (récepteurs M1 et M3 respectivement).

## Caractéristiques
La pilocarpine a l'apparence d'aiguilles (ou lamelles) incolores, elle est inodore mais possède une saveur amère. 
Cette molécule est très soluble dans l’eau et l’alcool, insoluble dans l’éther et soluble dans seulement 555 p. de chloroforme.
Médicament sur la liste 1. Certains collyres sont cependant en vente libre (exemple : ISOPTO-PILOCARPINE 2 %).
Se conserve à l’abri de la lumière et de l’humidité.

## Étude clinique
L'efficacité et la sécurité de la pilocarpine ont été démontrées par une étude randomisée en double aveugle, chez 207 patients souffrant de xérostomie causée par la radiothérapie. 
À la dose de 15 mg par jour, en trois prises, la pilocarpine réduit ou supprime la sécheresse de la bouche et la difficulté de parler.

## Divers
La pilocarpine fait partie de la liste des médicaments essentiels de l'Organisation mondiale de la santé (liste mise à jour en avril 2013).